# Labrador retriever
El labrador retriever és una raça de gos cobrador originari de la península canadenca de Terranova. És un gos molt adaptat al fred i d'instint caçador. És el gos pigall per excel·lència i es considera la raça amb més exemplars com a mascota.
La seva excepcional afabilitat, gentilesa, intel·ligència, energia i bondat, fan que els labrador retriever siguin generalment considerats com a bons companys de persones de totes les edats, i també gossos treballadors, formant part de les brigades de gossos de la policia en operatius antidroga, antiexplosius, de recerca i rescat, entre d'altres. Amb ensinistrament, el labrador retriever és una de les races de gossos més dependents i obedients que existeixen.
El labrador retriever és un gos curt i sòlid i la seva alçada acostuma a ser de 55 a 57 cm (les femelles de 54 a 56). Tenen el pèl curt, molt dens i sense ones, el que dona una sensació d'extrema duresa al tacte. Normalment són d'un sol color i aquest pot ser el negre, el beix i el xocolata (és molt poc usual), tot i que el ros (beix) és el més abundant.

## Història
Al segle xix els pescadors de l'illa de Terranova utilitzaven un tipus de gos que els ajudava a la feina de casa. Amb el temps, alguns d'aquests exemplars van viatjar al Regne Unit. Aquells cans de Terranova posseïen dues grandàries ben diferents, uns eren coneguts com a Terranova i els altres, més petits, eren els «Flapper», nascuts el 1902.
Actualment és una de les races més conegudes pel gran públic, amb una gran demanda en multitud de països i que s'empra en labors molt variades, donada la seva especial capacitat de treball.

### Nom
La casta fundacional del que avui és el labrador retriever va ser coneguda primer com el gos d'aigües de Sant Joan o Terranova menor. No va ser fins que els gossos van ser portats més tard a Anglaterra que van ser nomenats en honor de la zona geogràfica canadenca coneguda com a «labrador» per poder distingir-los de la raça de més grandària i pes: el gos Terranova, tot i que la raça era la més meridional, provinent de la Península d'Avalon.

### Reconeixement oficial
La raça labrador retriever va ser reconeguda pel Kennel Club britànic el 1903. La seva popularitat va anar augmentant tant en les exposicions com en els ambients cinegètics; un moment cim per a la raça va ser quan el gos «Bramshaw Bob», propietat de Lady Lorna Howe, va aconseguir el BIS de Crufts de 1932 i 1933. Aquesta criadora també aconseguiria aquest guardó el 1937, aquesta vegada amb «Cheverella Ben of Banchory». El Club del Labrador d'Anglaterra va ser fundat el 1916, època en la qual la majoria d'exemplars eren negres, encara que els grocs començaven a ser valorats. El primer exemplar d'aquest color va ser registrat el 1899, nascut de dos pares de color negre.
El primer estàndard de la raça va sortir el 1916, i es va modificar parcialment el 1950. L'estàndard de la Federació Cinològica Internacional en vigor és el de 2011. L'estàndard de l'American Kennel Club data de 1994 i difereix lleugerament de la FCI.

## Aparença

### Colors

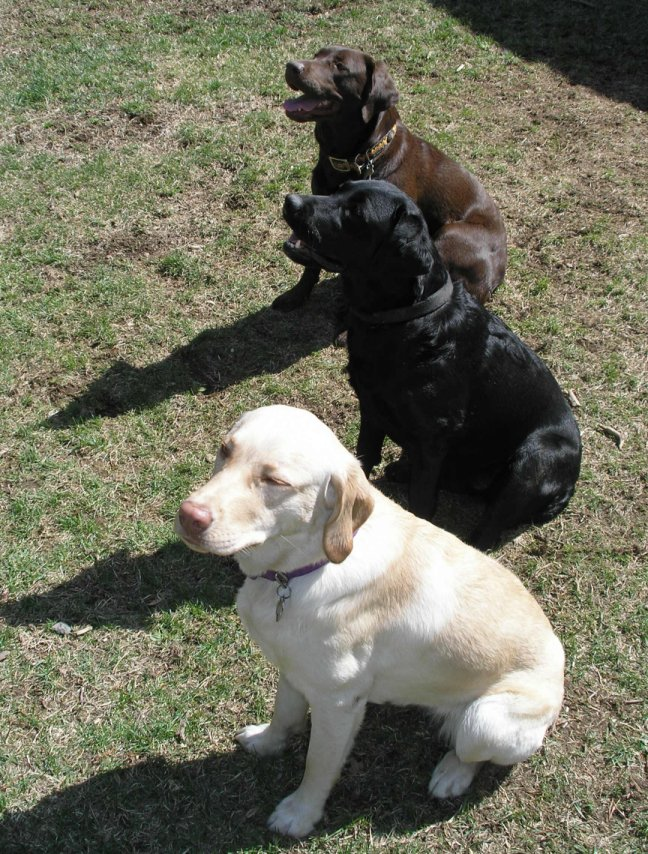
Les tres varietats principals de color del gos labrador retriever

El labrador retriever està registrat en tres colors:
- Negre, un color negre sòlid,
- Beix o groc, en qualsevol de les seves variants, que van des del color que alguns criadors venen com a blanc o crema fins al color «vermellós».
- Xocolata, que va de mitjà a marró fosc.

Alguns gossos es venen com a color «plata» de pura raça, però la puresa en aquestes línies de sang es troba en disputa. Els principals clubs de gossos de tot el món permeten que es registrin els labradors de color plata, però sota certes condicions, com el Kennel Club d'Anglaterra que exigeix que es registrin no com a color «plata» sinó com a color «No reconegut». El club del Labrador Retriever als Estats Units (LCR) afirma públicament que «no hi ha base genètica per al gen color plata en els labradors». De tant en tant els labradors exhibeixen una petita quantitat de pèl blanc en el pit, les potes o la cua, però rares vegades un labrador de pura raça exhibirà ratlles o punts de color torrat com un Rottweiler. Aquestes marques són motiu de desqualificació per a gossos d'exposició, però no tenen cap incidència en el temperament del gos o en la capacitat de treball o en una mascota.

#### Genètica del color
En una mateixa ventrada poden néixer cadells de tots els colors. El color es determina principalment per tres gens; el primer gen —el locus B— determina la densitat dels grànuls de la capa de pigment eumelanina, si aquest pigment es dona: els grànuls densos resultaran en un pelatge negre, però si els grànuls són poc densos o escassos donaran com a resultat un pelatge de color xocolata. El segon gen —el locus I—, determina si la melanina es produeix o no. Un gos amb un al·lel recessiu I va a produir pigment de feomelanina i només podrà ser de color groc, independentment del seu genotip en el locus B. Els gens esmentats prèviament han tingut el seu nombre augmentat per la introducció del tercer gen —el locus K—, on el dominant «negre», l'al·lel K B resideix. Els labradors negres o xocolata, per tant, han de tenir l'al·lel K B. El labrador groc es determina amb el locus I, per la qual cosa el locus K és irrellevant per determinar aquest color. Les variacions de molts altres gens controlen els detalls més subtils de la coloració en el pelatge, que en el cas dels labradors grocs varia del blanc a l'or i fins al vermellós. Els nassos dels labradors de color xocolata i negre coincidiran amb el color del seu pelatge.
Segons un estudi de 2011 per observar la mutació M264V responsable de la màscara melanística, 13 dels 245 gossos estudiats eren labradors heterozigòtics i un era homozigòtic. Es va concloure que dins de la raça, aquest tret no era visible.

#### Nas i pigmentació
A causa que la coloració en el labrador està controlada per múltiples gens, és possible que els gens recessius afectin algunes generacions més tard, i també de vegades de forma inesperada hi haurà efectes de pigmentació en diferents parts del cos. Els efectes de pigmentació apareixen en els labradors grocs, de vegades en els de color xocolata i, per tant, la major part d'aquesta secció cobreix la pigmentació en el labrador groc.
Els llocs més comuns on la pigmentació és visible són: el nas, els bifis, les genives, les potes, la cua i les vores dels ulls, que poden ser negre, marró, de color groc-marró —«fetge», causat per tenir dos gens per al color xocolata—, o diversos altres colors. Un labrador pot transportar gens d'un color diferent, per exemple, un labrador negre pot portar el gen recessiu de color xocolata i els gens de color groc, i un labrador groc pot portar gens recessius per als altres dos colors. Una prova d'ADN pot revelar alguns aspectes d'aquests gens. Pigmentacions menys comunes —que no siguin de color rosa— són un error, però no són motiu de desqualificació i, per tant, aquests gossos poden participar en exposicions canines.

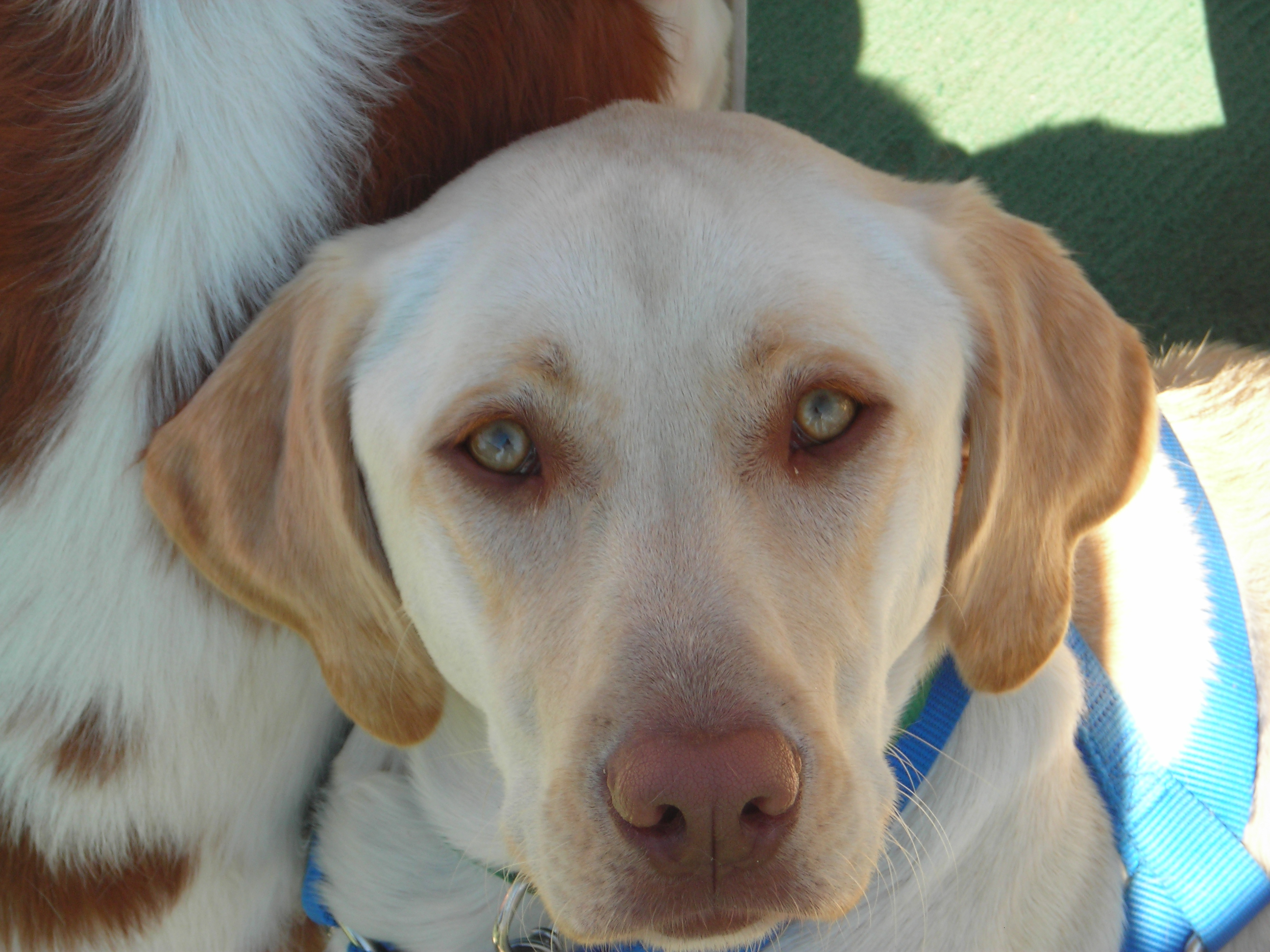
Es denomina «dudley» al labrador groc que presenta nas rosa juntament amb les vores de l'ull del mateix color.

La intensitat del pigment negre en els labradors grocs és controlada per un gen separat i independent de la coloració del pelatge. Els labradors grocs generalment tenen nassos negres, que poden convertir-se gradualment de color rosa amb l'edat —anomenada «nas d'hivern». Això es deu a una reducció en l'enzim tirosinasa que controla indirectament la producció de melanina, en la coloració negra. La tirosinasa depèn de la temperatura —així, la coloració clara pot ser estacional, a causa del clima fred— i es produeix des de menys dels dos anys cap endavant. Com a resultat, el color del nas de la majoria dels labradors grocs es converteix a un to rosat a mesura que creixen.
Existeix també una coloració coneguda com a «Dudley», que és com es defineix àmpliament als labradors grocs sense pigmentació —de color rosa— en el nas (LRC), o groc amb pigmentació de color fetge o de color xocolata, o color «carn», a més de tenir el mateix color al voltant de les vores de l'ull, en lloc de tenir negre o pigmentació de color marró fosc. Un labrador beix amb pigmentació cafè o xocolata, per exemple, solament el nas de color marró o xocolata, no necessàriament és un Dudley, encara que d'acord amb la norma racial actual de l'American Kennel Club seria si té també color xocolata les vores al voltant dels ulls —o més exactament del genotip eebb. Els estàndards de la raça labrador consideren un Dudley com una característica descalificatòria en una exposició canina, sigui que l'exemplar tingui un nas rosat o que manqui de pigment juntament amb la coloració al voltant de les vores dels ulls. Els Dudleys veritables són extremadament rars.
Criar o reproduir amb la finalitat de corregir la pigmentació sovint manca de fiabilitat, perquè el color és determinat per molts gens, alguns dels quals són recessius. Creuar a un labrador groc amb pigmentació no-estàndard amb un labrador negre no podrà corregir la qüestió —o prevenir que les futures generacions portin els mateixos gens recessius. Per raons similars, l'encreuament entre un labrador de color xocolata i un labrador de color groc s'evita sovint.

## Caràcter

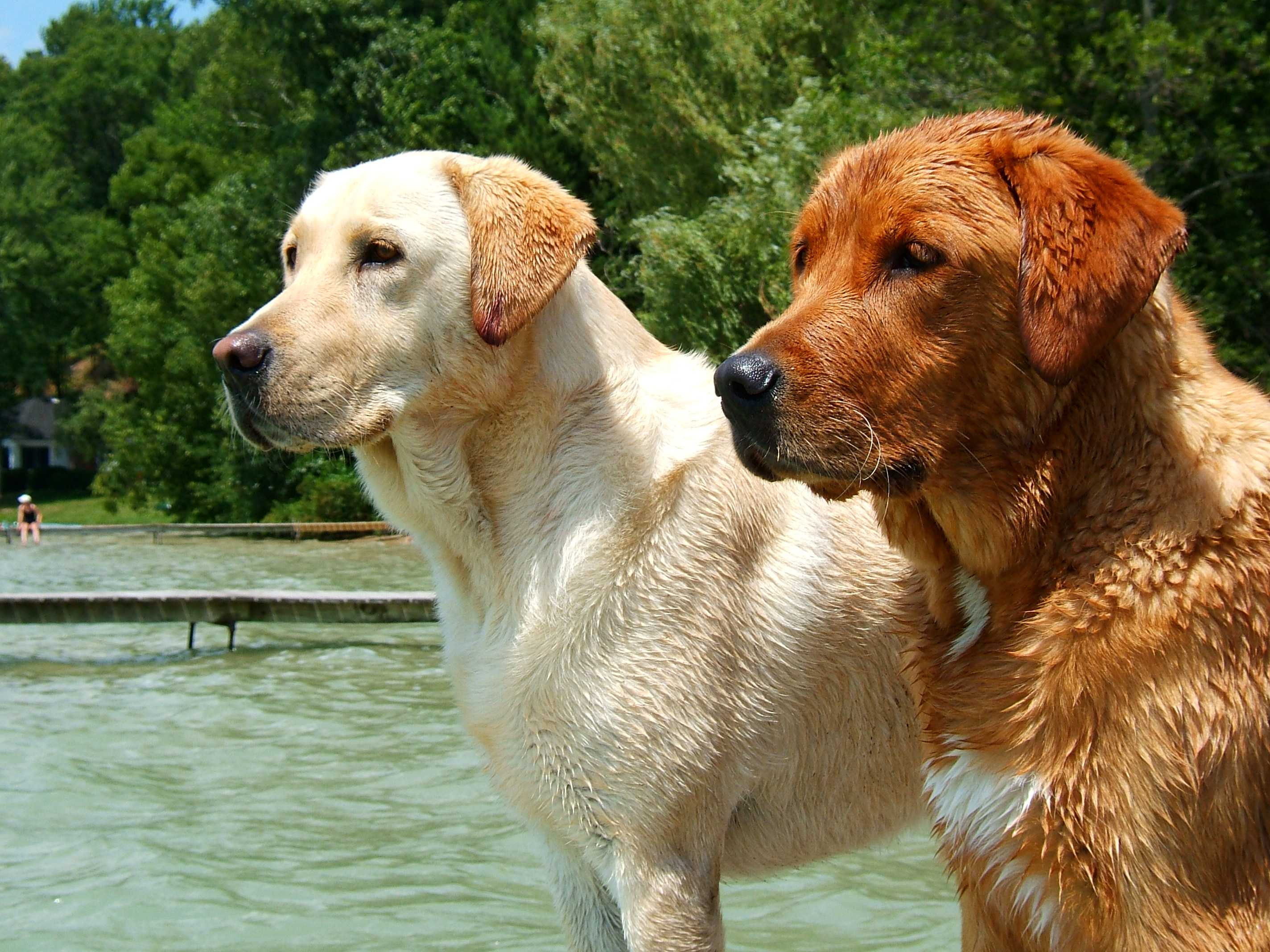
Assegurar-se que el labrador rebi entrenament, exercici i atenció serà la clau per obtenir un gos feliç, saludable, i de temperament equilibrat.

Els labrador retriever adoren les persones; com més temps passin al costat d'elles, més contents estaran. Solen ser pacients amb els nens. El labrador retriever no és un gos guardià; podrien bordar per a donar avís, però generalment mai actuaran amb agressivitat. Tendeix a ser un gos amigable amb la gent, sobretot si és socialitzat des de primerenca edat. La bulliciosa naturalesa del labrador, juntament amb la seva falta de por, fan que s'avorreixi molt fàcilment si no és estimulat apropiadament amb exercici, socialització i ensinistrament. Un labrador sense entrenament pot tornar-se ingovernable, i a causa de la seva grandària i al seu entusiasme si no s'exercita es convertirà en un tornado de destrucció o intentarà escapar-se per alleujar el seu avorriment, frustració i excés d'energia, per la qual cosa requereixen un entrenament i maneig ferm per assegurar-se que no es descontroli —un adult sense control pot ser molt problemàtic. Els labradors maduren entorn dels tres anys, abans d'aquest temps poden tenir un grau significatiu d'energia tipus cadell.
Un labrador retriever s'avorrirà molt fàcilment si no se l'estimula apropiadament. No només requereixen aigua i menjar: també requereixen amor i atenció. Són fàcils d'entrenar de manera que el treball d'obediència es convertirà en una forma divertida d'interaccionar amb ell. Necessiten gran quantitat d'exercici, quelcom que s'accentua atès que normalment mengen molt. Assegurar-se que rebin entrenament, exercici i atenció són la clau per a obtenir un gos feliç, saludable, i de caràcter equilibrat. Cal anar amb compte amb la seva alimentació, aquest gos pot arribar a l'obesitat fàcilment.

## Com a gos d'ajuda

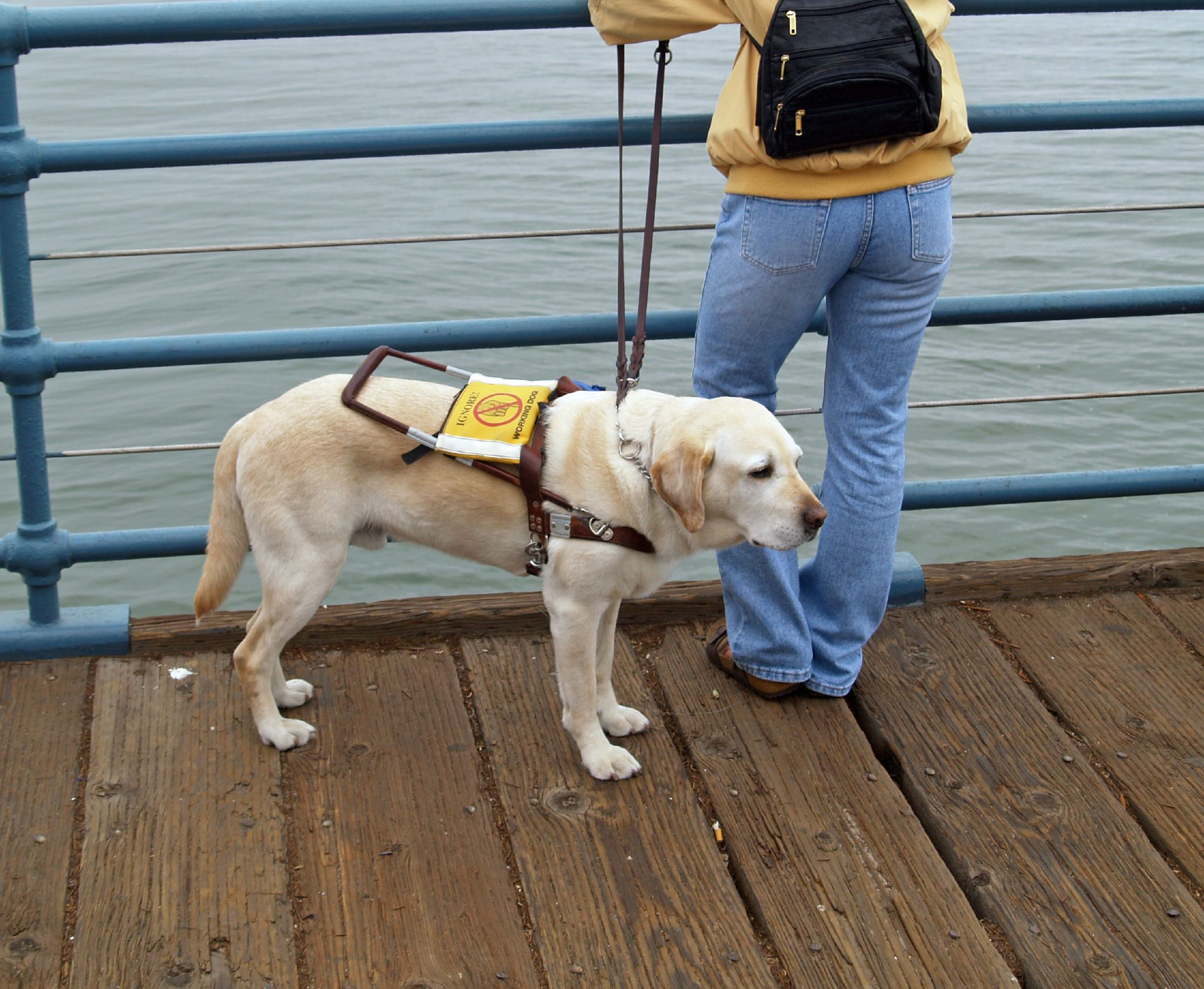
Utilitzat com a gos pigall.

El labrador retriever és un dels gossos que més ajudes ofereix a les persones com a gos d'assistència, perquè no només són animals de companyia sinó que per a molta gent són imprescindibles per a la seva vida quotidiana: 
- Gos pigall per a persones cegues o amb poca visió.
- Ajuda a discapacitats tant per moure una cadira de rodes com per anar a la cambra de bany, vestir-se i fer trucades d'emergència amb telèfons especials.
- Ajuda a persones amb problemes auditius.
- Tracten amb ells a nens i adults amb problemes psicològics o problemes per a relacionar-se.
- Com a gossos policia o bomber per a rastrejar (trobar droga o persones).

## Salut
L'esperança de vida de la raça és de 10 a 12 anys, sent una raça relativament sana amb pocs problemes d'importància. Els temes destacats relacionats amb la salut i el benestar són:

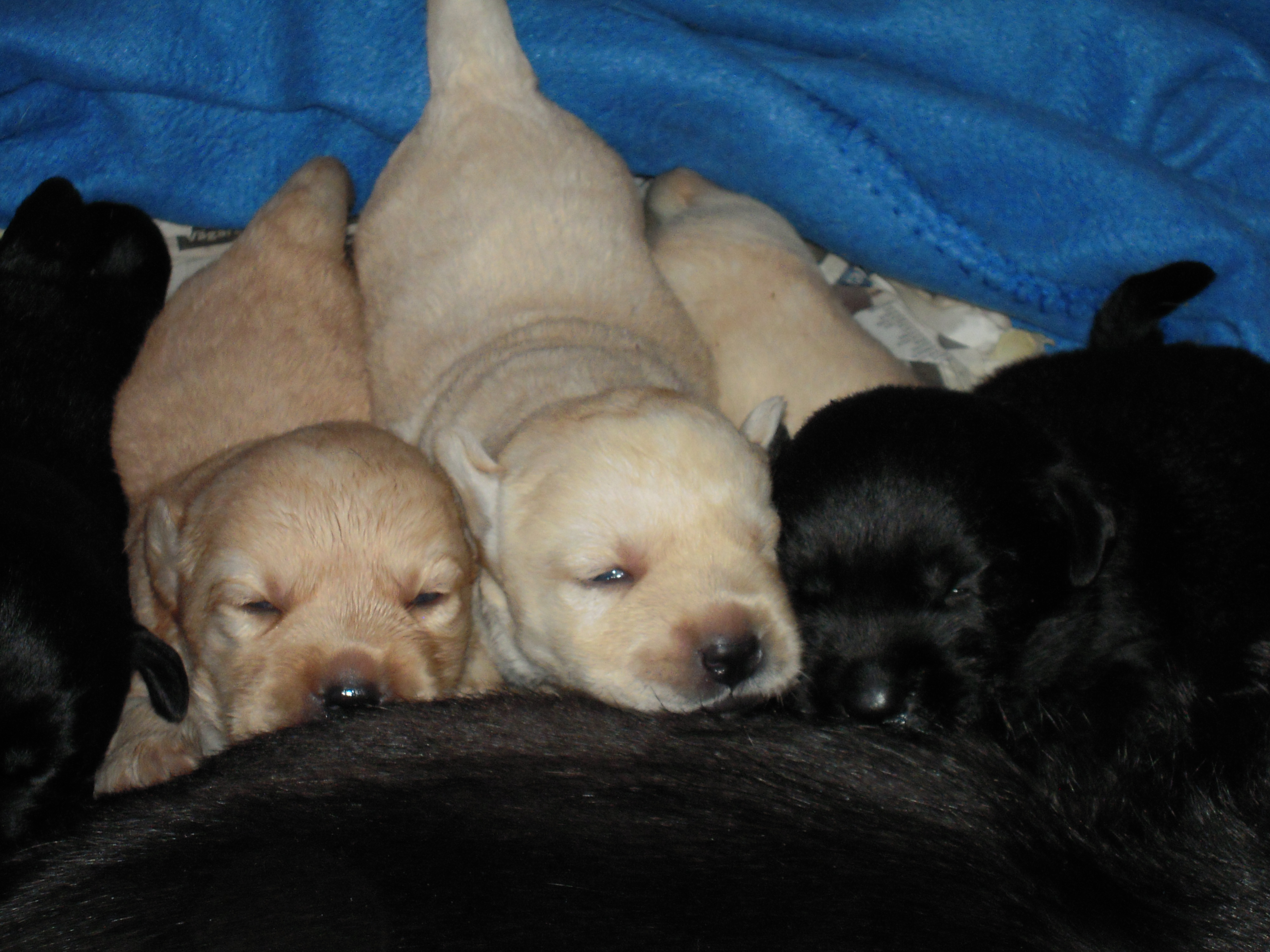
En una mateixa ventrada poden néixer cadells de tots els colors.

### Trastorns hereditaris
- Els labradors són una lleugerament propensos a la displàsia de maluc canina i a la displàsia de colze,[8] ja que són gossos d'esquelet gran,[9] encara que no tant com algunes altres races.[10] Les revisions de maluc es recomanen abans de la cria i sovint són recomanats suplements per a les articulacions.
- Els labradors també pateixen el risc de sofrir problemes de genoll. La luxació de ròtula és un fet comú on el genoll es disloca per després tornar al seu lloc.
- Problemes amb els ulls també són possibles, particularment atròfia progressiva de retina, cataractes, distròfia cornial i displàsia de retina. Els gossos que estan destinats per a la cria han de ser examinats per un veterinari oftalmòleg per obtenir una valoració de l'ull.
- La miopatia hereditària, és un trastorn hereditari rar que causa una deficiència en la fibra muscular del tipus II. Els símptomes inclouen una manera de caminar afectat o «salt de conill», i en casos excepcionals ventroflexió del coll acompanyat d'una postura cifòtica.
- Els labradors sovint pateixen de col·lapse induït per l'exercici, una síndrome que causa hipertèrmia, debilitat, col·lapse, i la desorientació després d'episodis curts d'exercici.[11]
- Hi ha una petita incidència d'altres malalties, tals com la malaltia autoimmunitària i la sordera, ja sigui congènita o desenvolupada després.[12]

### Obesitat
El labrador fàcilment pot patir de sobrepès, a causa de la seva afinitat per les llaminadures i a la seva bona relació amb les persones. La falta d'activitat física també és un factor que hi contribueix. Un labrador saludable ha de mostrar un lleu estrenyiment a la cintura —entre la caixa toràcica i les cambres posteriors, conegut com a «rellotge de sorra»— i mantenir-se en forma, sense sobrepès. L'excés de pes està fortament implicat com un factor de risc en el desenvolupament posterior de la displàsia de maluc canina o d'altres problemes en les articulacions i diabetis, i pot també contribuir a reduir la seva salut en general quan són grans. L'artritis és comuna en els labradors més vells, especialment els que tenen sobrepès. Un estudi dut a terme pel fabricant d'aliments Purina, durant 14 anys sobre 48 gossos i publicat el 2003, va indicar que els labradors alimentats per mantenir un pes apropiat vivien dos anys més que aquells que s'alimentaven lliurement i sense control, posant de manifest la importància de no sobrealimentar a aquests gossos. El pes d'un labrador adult ha d'oscil·lar entre els 27 i els 36,4 quilograms en el mascle, i entre els 25 i els 31,7 quilograms en la femella.

## Fotografies
Els colors dels labradors:

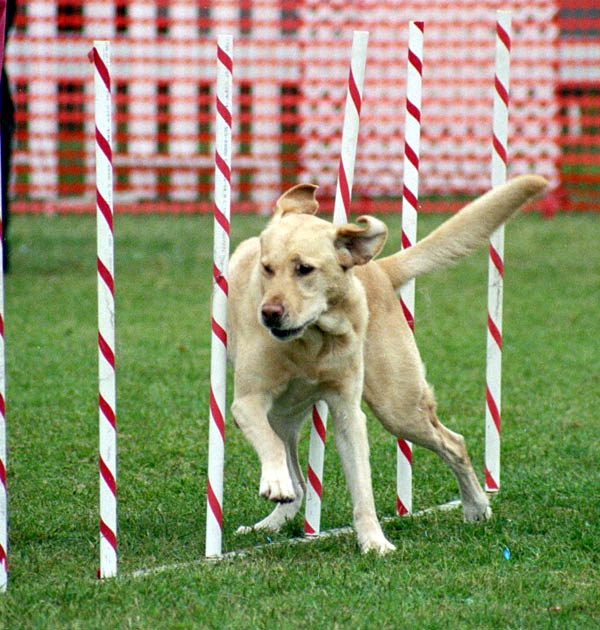
Exemplar ros, en un eslàlom d'Agility.
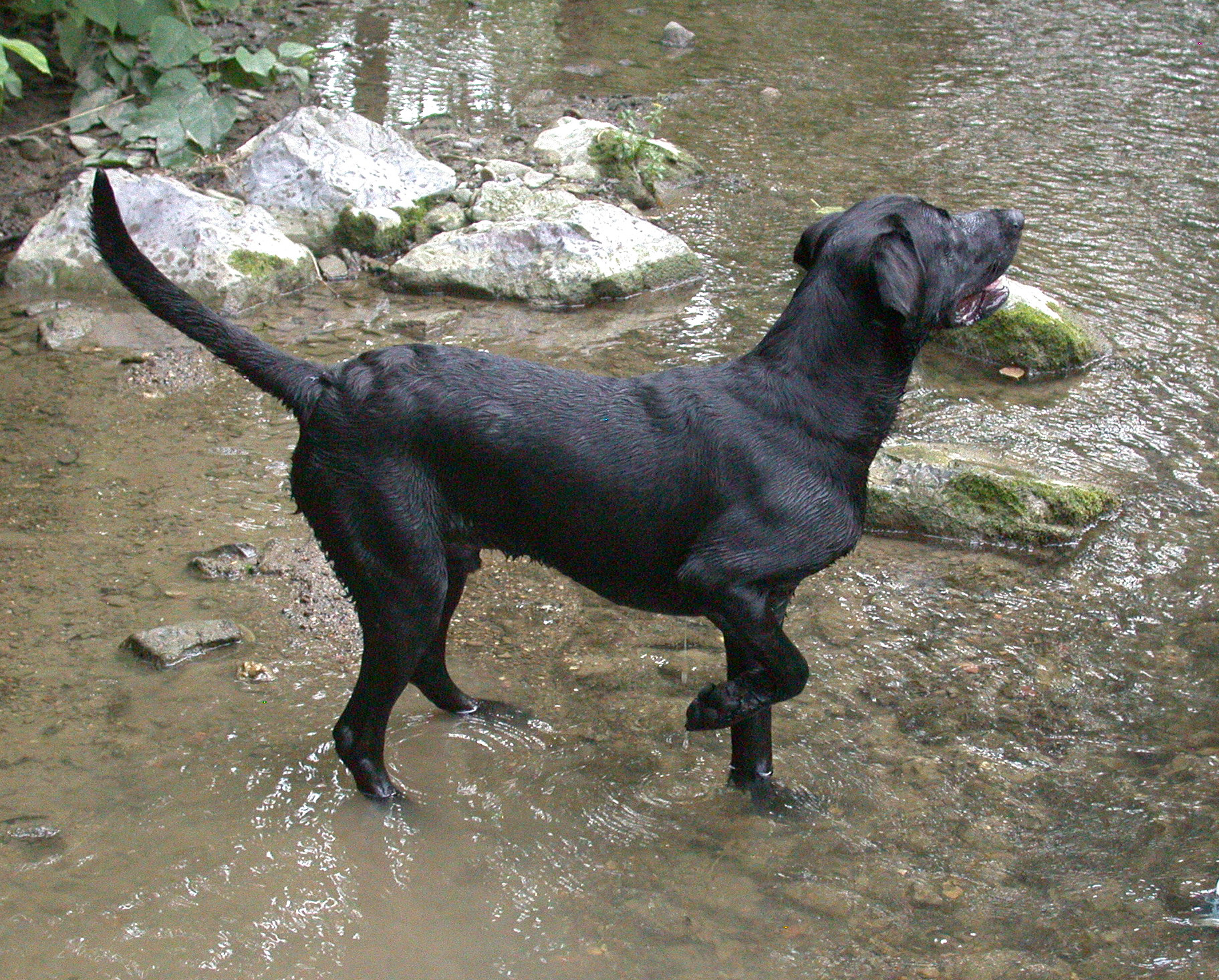
Retriever negre, el més abundant després del ros.
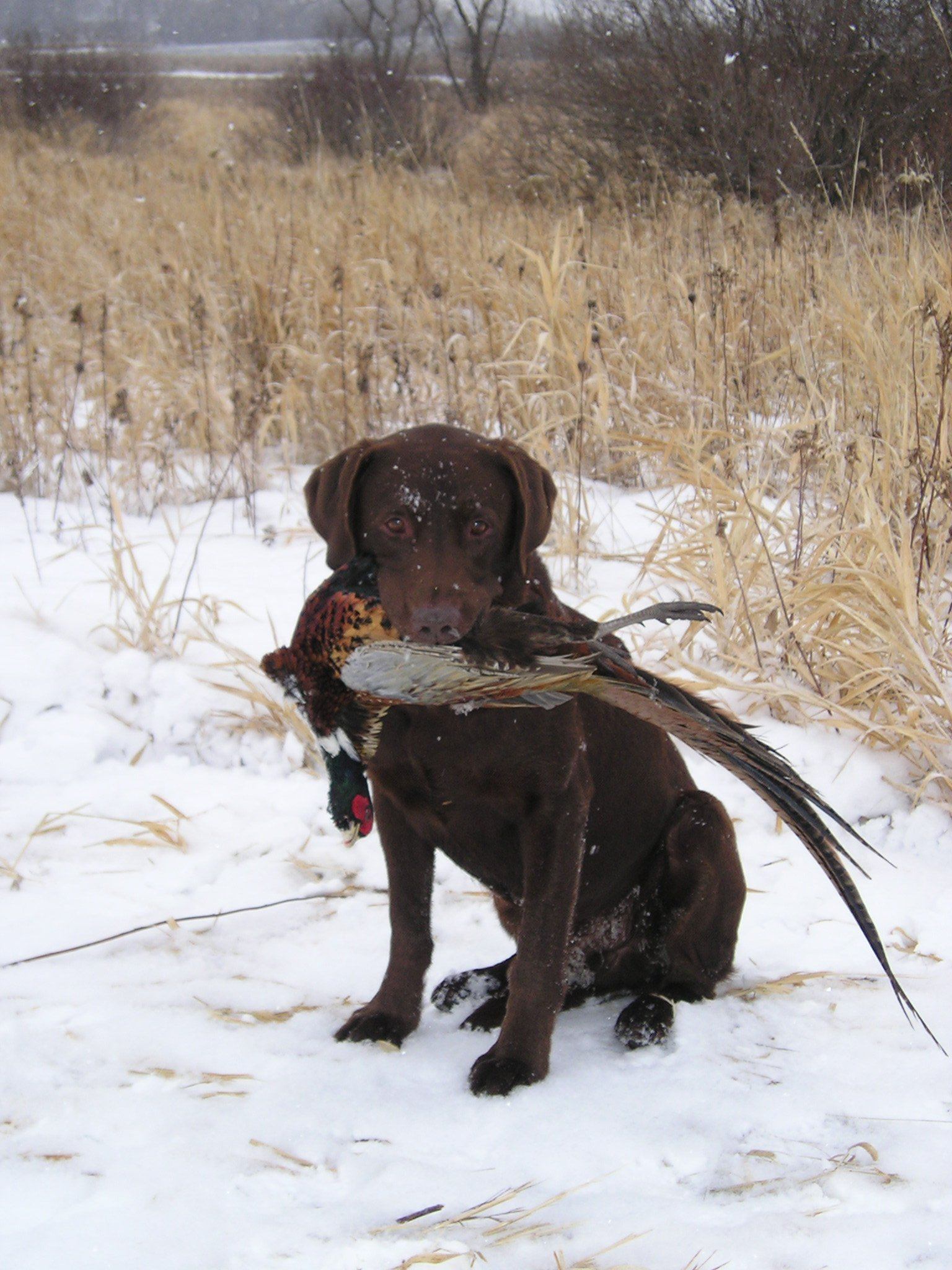
Exemplar de color xocolata, exercint de retriever o cobrador de peces de caça.
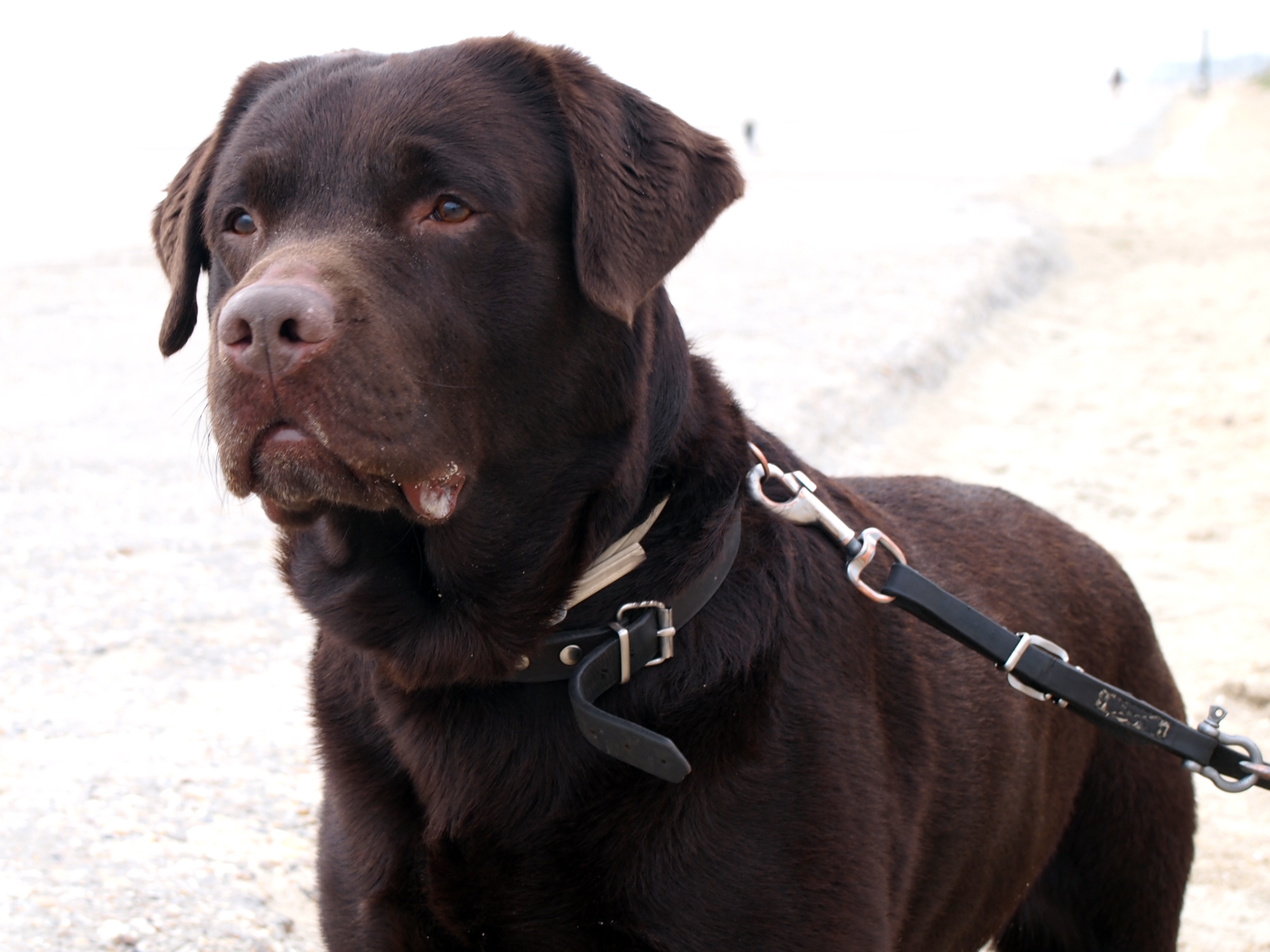
Labrador de color xocolata.
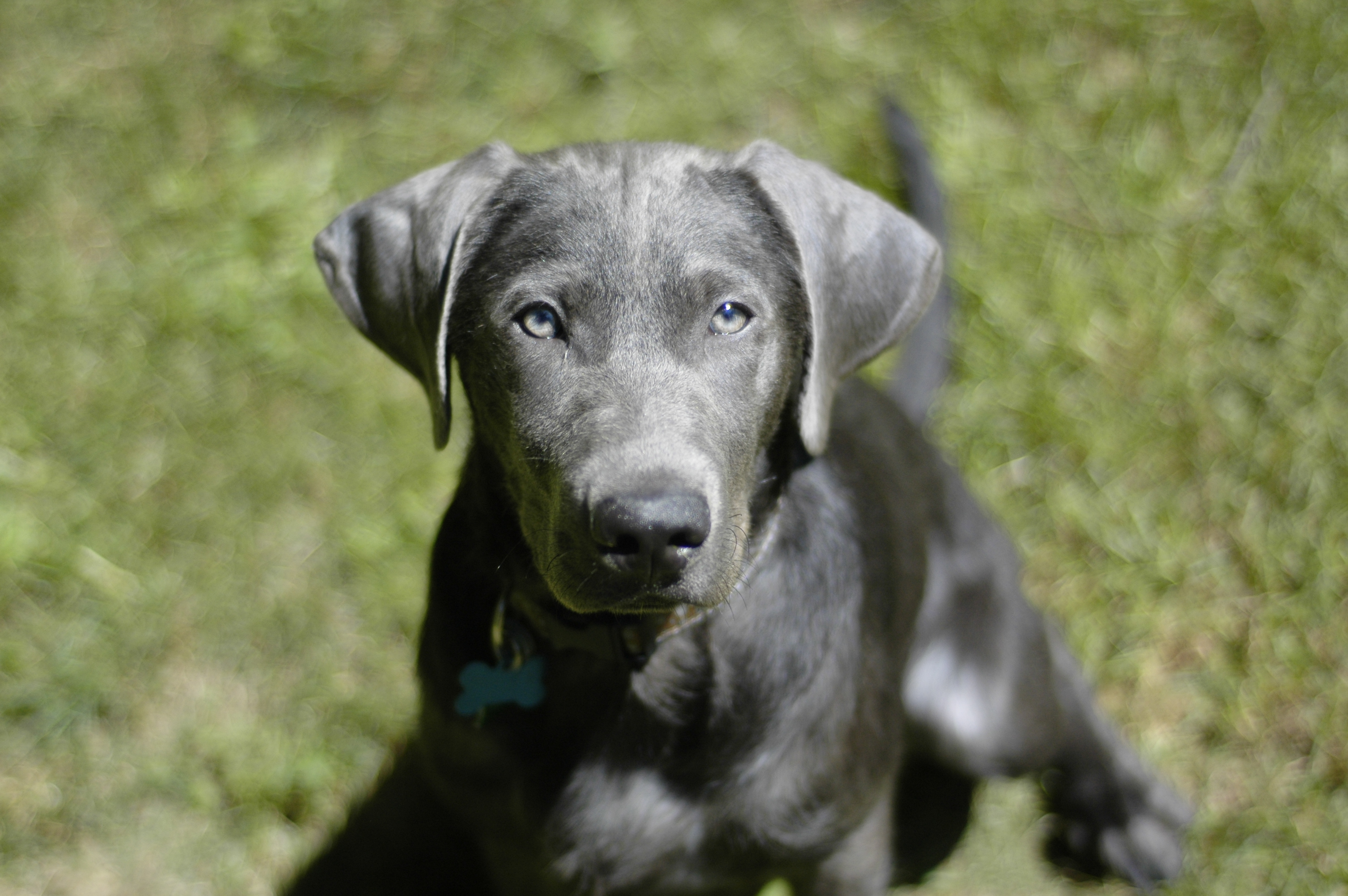
Un rar exemplar de labrador argentat.
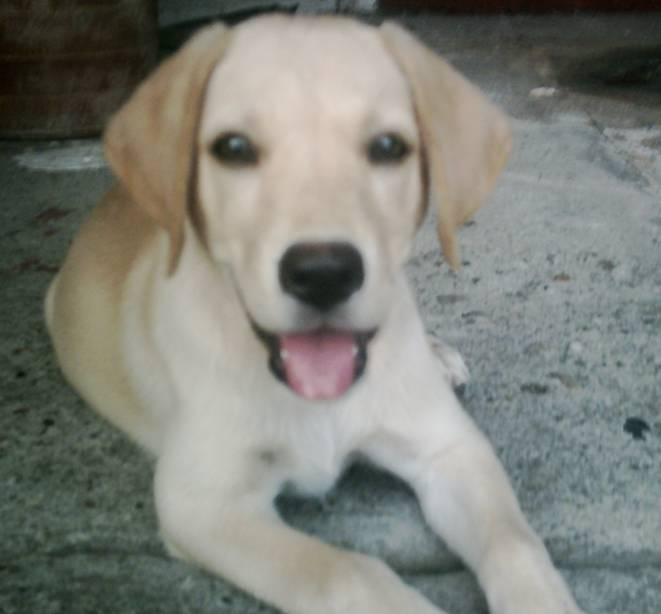
Cadell de labrador retriever